# Письма Кмиты-Чернобыльского
 Письма Кмиты-Чернобыльского (бел. Лісты Кміты-Чарнабыльскага) — собрание 30 писем-донесений Филона Кмиты-Чернобыльского за 1573 — 1574 года (по другим сведениям, 1567—1587 года), отправленных им из Орши в Пан-Раду, которая находилась в Вильнюсе. Памятник истории и западнорусского языка.
Листы были опубликованы в 1844 году и повторно с научными комментариями в 1975 году. Оригинал рукописи хранится в отделе рукописей в Центральной научной библиотеке им. Якуба Коласа НАН Беларуси￼￼.

## История
О письмах первым сообщил историк и археолог Иван Григорович на заседании Археографической комиссии в Санкт-Петербурге 25 ноября 1842 года. Иван Григорович обнаружил собрание рукописей XVI века, в котором содержалось 30 писем Ф. Кмита-Чернобыль за 1573—1574 гг . На встрече он представил перечень и содержание этих писем, отметил их ценность для изучения истории России и Речи Посполитой. В результате, наиболее ценным с точки зрения комиссии было принято решение опубликовать письмо в серии «актов, связанных с историей Западной Руси».

## Описание
В период 1573—1574 (по другим сведениям, 1567—1587) велась переписка Оршанского старосты и Смоленского воеводы Филона Кмиты-Чернобыльского с королём Польским и Великим князем Литовским и государственными особами Великого княжества Литовского.
Эти листы были служебными донесениями от разведчиков о военно-политическом положении на границе Великого княжества Литовского и Русского царства, в том числе отношения между русским и татарским населением, перемещение войск, приём послов и даже самочувствие Ивана Грозного. В некоторых листах автор затрагивает острые социальные вопросы Речи Посполитой и резко высказывается о нравах шляхты.